# ハワード・エイケン

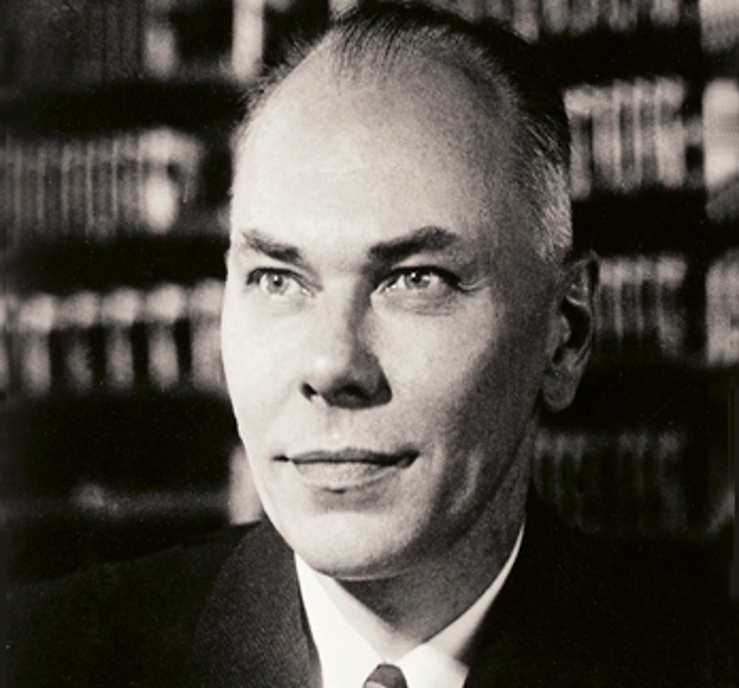
ハワード・エイケン

ハワード・エイケン（Howard Hathaway Aiken, 1900年3月8日 - 1973年3月14日）は、アメリカ合衆国の物理学者で、コンピューティングのパイオニアである。IBMによって建造された、Harvard Mark I（以降のシリーズ）コンピュータのプロジェクトで、主任エンジニアを務めた。

## 人物
ニュージャージー州のホーボーケン出身。ウィスコンシン大学を卒業し、後に (1939年)、ハーバード大学から物理学のPh.D.を授与された。このとき、彼は数値的にしか解を求められない微分方程式に遭遇した。彼は、そのような退屈な作業の大部分をしてくれる電気機械式計算機械を夢想した。このコンピュータは当初 Automatic Sequence Controlled Calculator（ASCC）と呼ばれていたが、後に Harvard Mark Iと改名された。グレース・ホッパーの助けとIBMの資金援助を得て、1944年にマシンが完成した。1947年にはHarvard Mark IIが完成した。エイケンはさらにMark IIIとHarvard Mark IVを製作している。Mark III は一部に電子部品を使い、Mark IV では完全電子化されていた。Mark III と Mark IV は磁気ドラムメモリを使用し、Mark IV では磁気コアメモリも使っている。
当初、エイケンがデジタル計算機の製作を大学に提案したとき、大学側は特に動こうとしなかった。その話が周囲に伝わると、ある者が大学に既にそういう機械があると言い出した。そして、エイケンはチャールズ・バベッジの階差機関の一部と出会った。実は、バベッジの息子が階差機関を復元したとき、一部分をハーバード大学に寄贈していたのである。エイケンはそれまで階差機関のことを知らなかった。図書館でバベッジの自伝を見つけたエイケンは、次のような一節を読んで感銘を受けたという。
もしも、私の例に怖じけることなく、このような数学的解析機能のすべてを内蔵する真のエンジンの開発を引き継ぎ、完成させようと志す者が現われるなら、（中略）私は私の名声を彼の手にゆだねることに何の躊躇もない。なぜなら彼のみが、私が行ってきた努力とその成果を完全に理解し評価できる人間であるからだ。（Passages from the Life of a Philosopher、チャールズ・バベッジ、1864年）

アメリカ海軍のライブラリにある、Mark IIのリレーに挟まった蛾に関するメモが記されたノート。蛾の実物が貼り付けられている

Mark IIは、故障の原因として虫（蛾）がリレーに挟まっているのが見つかり、グレース・ホッパーが「本物（actual）の虫（バグ）が見つかった最初の例」と書き残したことでも知られる。
1952年の彼の言葉として「あちこちの研究所に半ダースほどの大規模コンピュータがあれば、この国のあらゆる計算の要求に対応できるだろう。」というものがある。これは、しばしばトーマス・J・ワトソンの言と誤って伝えられる（トーマス・J・ワトソン#有名な誤った引用を参照）。（モーリス・ウィルクスの自伝によれば、EDSACの計画中、エイケンはウィルクスらが採用しようとした遅延記憶装置などに懐疑的だったという）
1970年、エイケンは、大規模デジタルコンピュータの開発と応用に対する先駆的な貢献と、デジタルコンピュータの教育に関する重要な貢献に対して、IEEEのエジソンメダルを与えられた。
ハワード・エイケンは、米国海軍予備軍の将校でもあった。